# Cot Keumudee (Woyla)
Cot Keumudee is een bestuurslaag in het regentschap Aceh Barat van de provincie Atjeh, Indonesië. Cot Keumudee telt 202 inwoners (volkstelling 2010).